# Ludwig Abel
Pour les articles homonymes, voir Abel (homonymie).
Ludwig Abel est un violoniste, chef d'orchestre et compositeur prussien, né à Eckartsberga le 14 janvier 1835 et mort dans le quartier de Pasing à Munich le 13 août 1895.

## Biographie
Né en province de Saxe, il est l'élève de Ferdinand David. Il devient membre de l'Orchestre du Gewandhaus de Leipzig et rejoint l'orchestre de cour Saxe-Weimar-Eisenach à Weimar. En 1867, il devient maître de concert des rois de Bavière à Munich. En 1880, il devient professeur à la Musikschule de Munich alors dirigée par Hans von Bülow. Il cesse ses activités en 1894, peu de temps avant sa mort.

## Œuvres
Son catalogue comprend un concerto pour violon, une méthode d'apprentissage du violon ainsi que des études et des duos pour violon.

## Source de traduction
- (en) Cet article est partiellement ou en totalité issu de l’article de Wikipédia en anglais intitulé « Ludwig Abel » (voir la liste des auteurs).